# FromA
FromA（フロム・エー）は、リクルートがかつて発行していたアルバイト求人情報誌。

## 概要
1982年創刊のアルバイト情報誌である。この雑誌を刊行するにあたり、リクルートの子会社としてリクルートフロムエー（現・リクルートジョブズ）を立ち上げた。その後、経済状況の変化などからリクルート及び関連会社の事業再編が行われ、1990年代半ばに同じく子会社であったリクルート情報出版（以前の「週刊就職情報」「ベルーフ」「とらばーゆ」などの就職情報誌各誌の編集・発行を行っていた）とあわせて、リクルート本体に吸収された（吸収合併まで、リクルートは「販売元」であったが、吸収合併をもってリクルート本体が「編集・発行・発売」をすべて担当した）。
創刊当初から1989年初頭までは、毎週火曜日発行（首都圏版）であったが、バブル景気を受けての求人広告増加に対応させるため、1989年春に毎週金曜日発売となる「From A to Z」（首都圏版のみ）が創刊され、事実上週2回の発行となった。また「季刊」として、観光地・リゾート地での期間限定求人に特化した増刊号を発売したこともある。
当初は南関東1都3県を基本エリアとした首都圏版のみで展開し、1980年代末期には新たに京阪神を基本エリアとした関西版を創刊し、東西2版体制となった。さらに1995年には東海3県を基本エリアとした東海版も創刊された。
1987年に「フリーター」という言葉を生み出し流行語となった。2003年からは全面カラー化された。
雑誌としては2009年3月30日号（首都圏版）をもって休刊となり、紙媒体はフリーペーパーのタウンワークへと一本化された。「フロム・エー」という名前は現在、インターネットでのアルバイト情報サイト「フロム・エー ナビ」などに引き継がれている。

## 歴代編集長
- 道下勝男
- くらたまなぶ

## 連載
- 「セイシュンの食卓」
- 「内山君の食らっていいとも!」（内山信二）
- 「快傑朝刊小僧」（大岩ピュン）

## 星座イラスト
- M6-10
- むかいあぐる
- とみぞうちゃん

## テレビCM

### CMソング
1980年代は、その年の一般公募によるコンテスト（「フロム・エーCMソングオーディション」）で選ばれたグランプリ曲を採用。選ばれた者はメジャーデビューも出来るという企画でもあった。
このオーディションは当初、首都圏版の企画として行われてきたが、1989年に首都圏版のオーディションが終了し、翌1990年からは関西版について同様のオーディションが行われた。
関東版においてのオーディション合格者・合格曲
放送エリアは在京民放局のみ。
- 「FROM A TO HEAVEN」（岸正之）1984年
- 「Works」（BOUND）1987年
- 「Life for win」（桜井康志）1988年
- 「好奇心〜Chance Creator〜」「Blow wind blow〜風よ吹け〜」（陣内大蔵）

関東版オーディション終了後にCMソングへ採用された曲
放送エリアは在京民放局のみ。
- 「カーキン音頭」（河内家菊水丸）1991年 - 大ヒットし、河内家菊水丸を全国区に広めるきっかけとなる。

上記のほか、レミオロメン「RUN」、YO-KING「ずっと穴を掘り続けている」、THE HIGH-LOWS「サンダーロード」などもCMソングに採用されたことがある。

## 別冊FromA
夏と冬の年2回発行。主に夏季・冬季のリゾートバイトを中心に農業などの求人情報も掲載した臨時季刊号。
主に夏季はマリンリゾートや山間部を中心とした避暑地、冬季は発刊当時スキーブーム期であったため、スキーリゾート関連業種の求人を特集して掲載。

## 書誌情報
- みんなのバイト時代（太田出版、FromA編集部）ISBN 978-4-7783-1084-4[4]

## スポンサー活動
- スキー
  - FromAスキーチーム
  - FromA Snow Riders
- モータースポーツ
  - FromA RACING
- ウィンドサーフィン
  - FromAカップ（冠大会スポンサー）